# 唐雙寧
唐双宁（1954年10月—），男，满族，辽宁北鎮人，中华人民共和国金融家。东北财经大学經濟學碩士、高級經濟師、前中国银行业监督管理委员会副主席、光大集团、光大控股及光大國際執行董事兼主席。唐雙寧亦為光大證券非執行董事。除了金融，他也鍾情書法，是中國書法家協會的會員。

## 生平
1982年，唐双宁畢業於东北财经大学。首先，他被分配到中國人民建設銀行遼寧省分行工作。
1989年至1997年，擔任沈阳市人民銀行副行長、行長。1997年至2003年，先後在信貸局、發行司、監管一司擔任主管。
2003年4月，擔任銀監會副主席。2007年6月，出任中国光大（集团）总公司董事长、党委书记。2014年12月，任中国光大集团股份公司董事长、党委书记。2017年12月卸任，由李晓鹏接任。
2023年7月15日，因涉嫌严重违纪违法，接受中央纪委国家监委纪律审查和监察调查。2024年1月6日，唐双宁因严重违纪违法被开除党籍，當局經查指唐双宁丧失党性原则，並构成严重职务违法并涉嫌贪污、受贿犯罪、洗钱犯罪，且非法收受人民幣1102萬餘元、貪污301.5萬元。同年12月10日，河北省唐山市中级人民法院一审公开宣判，以贪污罪判处唐双宁有期徒刑五年，并处罚金人民币二十万元，以受贿罪判处有期徒刑十年六个月，并处罚金人民币一百一十万元，决定执行有期徒刑十二年，并处罚金人民币一百三十万元；对其犯罪所得财物及孳息依法予以追缴，分别返还被害单位或者上缴国库。

## 家庭
唐双宁的儿子唐小宁曾在高盛和花旗集团工作过，他开始到摩根大通工作之后，一笔笔来自他父亲公司的业务流向了摩根大通，其中包括为中国光大国际有限公司2012年一笔1.62亿美元（约合10亿元人民币）股份销售提供咨询的业务。